# Rumburak (rozhledna)
Rozhledna Rumburak se nachází na jižním úpatí Velkého kopce, kóta 494 m n. m., východně hradu Bítov, sz. obce Bítov. Velký kopec je součástí Bítovské vrchoviny.

## Historie rozhledny
Rozhledna je součástí restaurace a penzionu manželů Pyskových. Pojmenována byla po jejich ptačím miláčkovi. Náklady na stavbu, která probíhala od podzimu 2008 do června 2009, se odhadují na 4 mil. korun. Slavnostní otevření proběhlo 4. července 2009. Cihlová hranolovitá věž má celkovou výšku 30 m, vyhlídková plošina s dřevěným ochozem je ve výšce 26 m, dostanete se na ni po 146 schodech.

## Přístup
Komplex leží při silnici vedoucí k hradu Bítov, je možné před ním zaparkovat. Pěšky se k ní můžete vydat též z přístaviště pod hradem. Rozhledna je přístupná dle otevírací doby na stránách penzionu Rumburak, vstupné pro dospělé je 50 Kč, děti do 1 m mají vstup zdarma.

## Výhled
Co vše lze spatřit z rozhledny ukazují kreslené informační panely. Krom hradu Bítov, zříceniny hradu Cornštejn a Vranovské přehrady jsou za příznivého počasí vidět vrcholky Alp.